# Lassie, wróć!

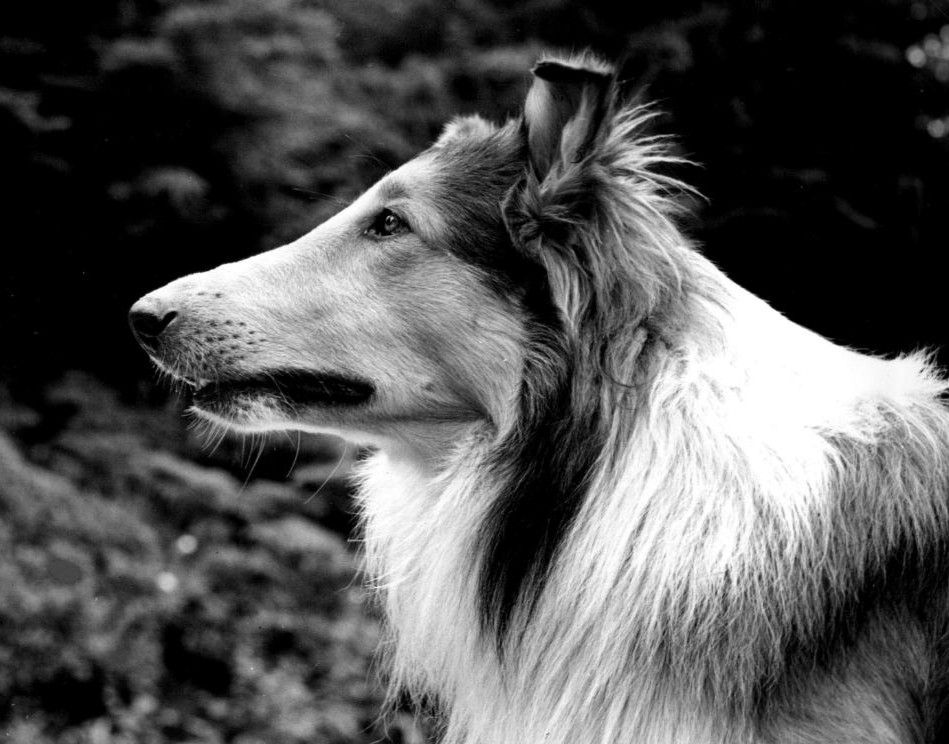
Lassie podczas kręcenia filmu "Lassie, wróć!"

Lassie, wróć! (ang. Lassie Come-Home) – powieść Erica Knighta, opowiadająca o przygodach psa (suki) rasy owczarek szkocki długowłosy imieniem Lassie. 
Utwór początkowo opublikowany został w 1938 roku na łamach Saturday Evening Post jako nowela. W 1940 roku autor zdecydował się wydać napisaną na podstawie tej noweli powieść. Powieść okazała się bestsellerem i obecnie uchodzi za klasykę literatury dziecięco-młodzieżowej, zaś postać Lassie stała się jedną z ikon kultury masowej.

## Treść
Treścią książki jest przyjaźń między tytułową Lassie a chłopcem o imieniu Joe. Przyjaźń zostaje wystawiona na próbę, kiedy rodzice chłopca, będący w trudnej sytuacji finansowej, bez jego wiedzy sprzedają zwierzę. Chłopiec jest zrozpaczony. Jednak Lassie nieoczekiwanie wraca do domu po ucieczce od nowego właściciela, księcia Rudlinga. Zdumieni rodzice zwracają psa właścicielowi. Lassie jednak ponawia jeszcze kilkakrotnie próbę ucieczki. Kiedy po raz kolejny pojawia się pod domem Joego, chłopiec postanawia uciec z domu wraz z nią. Ojciec chłopca jednak odnajduje ich oboje. Lassie z powrotem musi wrócić do aktualnego właściciela, który tym razem wywozi ją aż do Szkocji. Joe traci nadzieję na to, że kiedykolwiek ją zobaczy. Jest załamany i smutny. Jednak Lassie ucieka znowu i wędruje kilka tygodni w poszukiwaniu Joego, przemierzając setki mil ze Szkocji do Anglii i w końcu dociera do niego ledwie żywa (ta długa droga psa do domu stanowi główną treść książki). Rodzice Joego na jej widok decydują się ją zatrzymać. Książę Rudling przyjeżdża i rozpoznaje psa, ale wzruszony wiernością Lassie postanawia zatrudnić ojca Joego jako opiekuna swoich psów, aby w ten sposób zdobyć Lassie i zarazem nie odbierać jej chłopcu.

## Ekranizacje
- Lassie, wróć! (1943)
- Lassie (2005)
- Lassie, wróć! (2020)